# Rafi Eitan
Rafael Eitan, conosciuto come Rafi Eitan (in ebraico רפי איתן‎?; Ein Harod, 23 novembre 1926 – Tel Aviv, 23 marzo 2019), è stato un agente segreto, funzionario e politico israeliano.

## Biografia
È stato ufficiale dei servizi segreti ed è stato responsabile dell'operazione del Mossad che ha portato all'arresto di Adolf Eichmann. Ha servito come consigliere del terrorismo al primo ministro Menachem Begin, e nel 1981 è stato nominato a capo dell'Ufficio delle relazioni scientifiche, un'entità dell'intelligence alla pari di Mossad, Aman (IDF) e Shabak. Eitan si assunse la responsabilità e si dimise per il caso Jonathan Pollard, l'ex analista dei servizi di intelligence della Marina Militare statunitense arrestato e condannato all'ergastolo per spionaggio a favore d'Israele, e l'Ufficio fu sciolto. Era soggetto a un mandato di arresto statunitense emesso dal Federal Bureau of Investigation (FBI). Dal 1985 al 1993 è stato a capo di una società di prodotti chimici di proprietà governativa, che è stata ampliata sotto la sua direzione. Dopo il 1993 divenne un uomo d'affari, noto per diverse iniziative agricole e costruttive su larga scala a Cuba. È stato presidente della Vetek (Seniority) Association - the Senior Citizens Movement. Dal marzo 2006 al marzo 2009 ha ricoperto l'incarico di Ministro dei Cittadini Anziani nel governo di Ehud Olmert.
Eitan è morto all'Ichilov Hospital di Tel Aviv il 23 marzo 2019, all'età di 92 anni. Nei giorni seguenti si è svolto il funerale ed è stato sepolto nel cimitero di Netanya con una cerimonia civile.